# حسنعلی ده
حسنعلیده روستایی از توابع بخش رودبنه شهرستان لاهیجان در استان گیلان ایران است.این روستا با ساحل دریای خزر فاصله چندانی ندارد.

## جمعیت
این روستا در دهستان شیرجوپشت قرار دارد و براساس سرشماری مرکز آمار ایران در سال ۱۳۸۵، جمعیت آن ۷۵۰ نفر بوده‌است.